# 活力上路！
《活力上路!》（ピリリと行こう!）是日本的女子偶像組合Berryz工房的第3張单曲。2004年5月26日由PICCOLO TOWN发售。

## 概要
- 此單曲只有「CD ONLY」1個版本。
- 在6月7日於公信榜單曲週排行榜取得第37位。

## 收錄歌曲
1. 活力上路!
（作詞、作曲：淳君 編曲：平田祥一郎）
2. 很酷!（かっちょええ!）
（作詞、作曲：淳君 編曲：田中直）
3. 活力上路!（Instrumental）

## 外部連結
- YouTube上的Berryz工房「活力上路！」 (MV)
- YouTube上的Berryz工房「活力上路！」 (Close-up Ver.)
- UP-FRONT WORKS唱片
- Hello! Project 官方網站 唱片 （页面存档备份，存于）